# Coulter, Iowa
Coulter là một thành phố thuộc quận Franklin, tiểu bang Iowa, Hoa Kỳ. Năm 2010, dân số của thành phố này là 281 người.

## Dân số
Dân số qua các năm:
- Năm 2000: 262 người.
- Năm 2010: 281 người.